# Chris Nicholson
Christopher John „Chris” Nicholson (ur. 16 marca 1967 w Bexleyheath) – nowozelandzki kolarz i łyżwiarz szybki, specjalizujący się w short tracku, olimpijczyk.

## Kariera sportowa
Urodzony w Wielkim Londynie zawodnik we wczesnym dzieciństwie wraz z rodzicami przeprowadził się do Nowej Zelandii. Jazdy na rowerze nauczył się dopiero w wieku jedenastu lat, jeszcze później rozpoczął naukę jazdy na łyżwach. Został zauważony podczas treningów i wziął udział w juniorskich mistrzostwach kraju. Prócz łyżwiarstwa zajął się również kolarstwem, początkowo traktował je jako formę treningu, następnie zaczął uprawiać je wyczynowo.
Dwukrotnie wystąpił w zimowych igrzyskach olimpijskich. W Albertville był chorążym nowozelandzkiej reprezentacji. W debiucie short tracku na tej imprezie zajął 17. miejsce w biegu na 1000 m, a wraz z bratem Andrew, Michaelem McMillenem i Tonym Smithem czwarte miejsce w sztafecie 5000 m. W 1994 roku złożona z tych samych zawodników drużyna nie awansując do finału zajęła ostatecznie ósme miejsce, indywidualnie zaś Nicholson zajął miejsce 29 na 500 m i 28 na dystansie dwukrotnie dłuższym.
Cztery miesiące po swym debiucie na zimowych igrzyskach powrócił do Europy, by wystąpić na letnich igrzyskach olimpijskich w Barcelonie. W wyścigu drużynowym na czas Nowozelandczycy zajęli wówczas 10. miejsce.
Jest jednym z dwóch sportowców, prócz Madonny Harris, którzy reprezentowali Nową Zelandię zarówno na zimowych, jak i letnich igrzyskach olimpijskich.
Były wielokrotny rekordzista kraju w łyżwiarstwie, zarówno w kategoriach juniorskich, jak i seniorskich.